# Luminalia
Luminalia or The Festival of Light fue una masque tardía de la época carolina o "espectáculo operístico", con un libreto en inglés de Sir William Davenant, diseños de Inigo Jones, y música del compositor Nicholas Lanier. Interpretada por la reina Enriqueta María y sus damas de compañía en Martes de carnaval, el 6 de febrero de 1638, fue una de las últimas y más espectaculares  masques representadas en la corte de los Estuardo.

## Texto
Los críticos modernos han discutido cuánto del texto de la masque se debe realmente a Davenant. Actualmente se considera que "Davenant fue responsable de las canciones, y quizá de las descripciones en prosa, pero la acción y el argumento fueron plagiadas de fuentes italianas por Inigo Jones." Esto casaba con la primacía de Jones en la masque cortesana en los años 1630. Después de Chloridia en 1631, llegó a su final una colaboración polémica que había durado un cuarto de siglo con Ben Jonson; en su larga lucha de voluntades y egos, Jones ganó y Jonson perdió. Con las masques de 1632 de Aurelian Townshend, Albion's Triumph y Tempe Restored, la influencia de Jones se convirtió en primordial. Jones, sin embargo, no era un hombre literario; el texto de Luminalia ha sido considerada "en términos de poesía e ideas literarias... la más incoherente y sin sentido de las masques...."
La historia de Davenant o Jones para la masque implica a las musas de la mitología griega clásica. Alejadas de Grecia por los invasores tracios, y luego de Italia por los vándalos y los godos, las Nueve vagan en busca de una nueva casa, finalmente encontrándolo en Bretaña, "el jardín de las Britanides," con un rey y una reina que les dan la bienvenida. La producción fue inusual, ya que las figuras cómicas y grotescas de las anti-masques fueron interpretadas por "caballeros de calidad," incluyendo al Duque de Lennox y el conde de Devonshire. Esto se apartaba mucho de la anterior práctica: cuando Jonson presentó por vez primera la anti-masque en su The Masque of Queens (1609), los papeles en la anti-masque fueron interpretados por actores profesionales, y ningún aristócrata se habría rebajado a semejante actividad.

## Iluminación
Como su título indica, Luminalia presentó notables efectos de luz. Esto estaba totalmente de acuerdo con lo que Jones había logrado en la forma de masque a lo largo de las tres décadas anteriores; relatos contemporáneos de masques en las cortes jacobea y carolina a menudo enfatizan la impresionante abundancia de luz en las producciones. En un mundo limitado a las velas y el fuego, los espectáculos de masques mostraban al público una brillantez de iluminación que no veían en ningún otro lugar. 

## Publicación
El texto de la masque se publicó poco después de su interpretación en 1638, en quarto impresas por J. Haviland para el librero Thomas Walkley, con el título completo de Luminalia or the Festivall of Light Personated in a Masque at Court by the Queenes Majestie and her Ladies. El nombre de Davenant no aparece en la primera edición, mientras que el de Jones está destacado. Los primeros eruditos y críticos, confundidos por títulos similares en los documentos históricos, realmente intentaron atribuir Luminalia a Thomas Lodge y Robert Greene, aunque para el año 1638, ambos hombres llevaban muertos hacía mucho. 

## Música
La música para la masque fue compuesta por Nicholas Lanier. Una de sus canciones de la obra, llamada la Canción de la Noche (que empieza con el verso "In wet and cloudy mists I slowly rise"-"En nieblas húmedas y nebulosas lentamente me alzo"), fue una especie de hit popular de la época; sus versos a menudo fueron reimpresos.